# 福島トヨタ自動車
福島トヨタ自動車株式会社（ふくしまトヨタじどうしゃ）は、福島県を主な販売エリアとするトヨタ自動車（販売チャネル／トヨタ店およびレクサス店）の正規ディーラーである。
2007年に栃木トヨタ自動車の子会社となり、2015年4月にグループ改編で純粋持株会社「NEZASホールディングス」の傘下となった。

## 沿革
- 1946年10月 会社設立
- 2007年　栃木トヨタ自動車の傘下に入る

## スポンサー番組
- ウェザー情報（火曜日）福島放送
- TUFお天気情報（木曜日）テレビユー福島
- 県内の天気予報（金曜日）福島中央テレビ
- 福テレてんき（土曜日）福島テレビ

## 関連会社
子会社
- トヨタレンタリース福島
- トヨタL&F福島（産業車両の販売・修理）
- DUO福島（Volkswagen新車・中古車販売、点検整備）
- 福島トヨタビル（不動産賃貸業）

グループ会社
- 栃木トヨタ自動車
  - トヨタレンタリース栃木
  - ジェームス栃木（カー用品販売、メンテナンス）
  - DUO栃木（Volkswagen新車・中古車販売、点検整備）
  - NEZASサービス（燃料販売（出光興産特約店）、自動車貸物運送業）[2][3][4]
  - 烏山自動車学校

## 福島県内の他のトヨタ販売チャネル
- 福島トヨペット（トヨペット店）
- トヨタカローラ福島（トヨタカローラ店）
- トヨタカローラいわき（トヨタカローラ店）
- ネッツトヨタ福島（ネッツ店）
- ネッツトヨタ郡山（ネッツ店）
- ネッツトヨタノヴェルふくしま（ネッツ店）

## その他
- 1998年、聖飢魔IIの「日本全国ふるさと総世紀末計画」にて福島県代表として福島トヨタが選ばれ（各都道府県から1社のみというルールだった）、同年、聖飢魔ⅡがノーギャラでCMキャラクターを務めたことがある[5]。
- 2025年、フジテレビにおける中居正広の女性トラブル問題で同局で放映されているトヨタ自動車のCMをACジャパンなどの公共広告に差し替えると発表したことを受け、系列の福島テレビで当社のCMの放映を見合わせる見込み[6]。